# TIME (东方神起专辑)
《TIME》是韓國的男子組合東方神起的第6枚原創日語專輯，於2013年3月6日發行。唱片公司為avex trax。

## 概要
- 距離上一張錄音室專輯《TONE》相隔一年半之後發行，是東方神起二人體制下活動再開後的第二張專輯。
- 收錄第34張單曲《STILL》至第36張單曲《Catch Me -If you wanna-》的3首A面曲和3首B面曲。
- 新曲《逢いたくて逢いたくてたまらない》（想見妳想見妳如此的想見妳）是江崎固力果「牧場しぼり」的電視廣告歌曲。
- 新曲《HUMANOIDS》是東方神起第六張正規專輯Repackage《HUMANOIDS》主打歌曲《Humanoids》的日語版本。
- 新曲《One and Only One》是TBS電視台節目「ひるおび!」3月份的片尾曲。
- 新曲《In Our Time》是日本電視台節目「スッキリ!!」2月份的片尾曲。
- 本作「TIME」的封面和標題是以歌曲中的「过去（中世纪）」、「現在（现代都市）」和「未来（无机质空间）」為主题。
- 本作分「CD+DVD A盤」、「CD+DVD B盤」和「CD盤」3種版本。
- 「CD+DVD A盤」收錄了「Winter Rose」、「Catch Me -If you wanna-」、「I Know」、「Humanoids」、「In Our Time」等7首歌曲的PV和片段「シアワセ色の花(幸福色彩的花朵) LIVE TOUR 2012～TONE～ Documentary Film」，而「CD+DVD B盤」收錄了「a-nation 2012 studium fes」、「2011.11.3 @ 東京國際論壇」的片段、歌曲「I Know」和「Humanoids」的Off Shot片段，以及專輯《TIME》的Making。CD盤追加收錄第33張單曲「Winter Rose」、「Rat Tat Tat」。
- 在3月18日於Oricon公信榜專輯週榜取得第1名。

## 收錄內容

### CD
1. Fated
作詞：H.U.B.、作曲：Paul Drew / Greig Watts / Pete Barringer / Chris Wortley、編曲：Paul Drew / Greig Watts
2. Catch Me -If you wanna-
作詞：Yoo,Young Jin  ・  日本語詞：H.U.B.、作曲：Yoo,Young Jin、編曲：Yoo,Young Jin
36th單曲、關西電視台電視劇「沙希」主題曲
6th正規專輯《CATCH ME》主打曲《Catch Me》的日語版本
3. 逢いたくて逢いたくてたまらない（想見妳想見妳如此的想見妳）

作詞：井上慎二郎、作曲：井上慎二郎、編曲：井上慎二郎
江崎固力果「牧場しぼり」電視廣告歌曲
4. One More Thing
作詞：H.U.B.、作曲：：ヒロイズム / SHIROSE from WHITE JAM / SHIMADA from WHITE JAM BEATZ、編曲：ヒロイズム / SHIROSE from WHITE JAM / SHIMADA from WHITE JAM BEATZ
34th單曲《STILL》B面曲、BeeTV電視劇「L et M わたしがあなたを愛する理由、そのほかの物語」主題曲
5. STILL
作詞：井上慎二郎、作曲：井上慎二郎、編曲：井上慎二郎
34th單曲、江崎固力果「牧場しぼり」電視廣告歌曲
6. I Know
作詞：井上慎二郎、作曲：T-SK / TESUNG Kim / Andrew Choi
36th單曲《CATCH ME -If you wanna-》B面曲、關西電視台節目「キャサリン三世」片尾曲
7. Y3K
作詞：H.U.B.、作曲：Mattias Lindblom / Anders Wollbeck / Herbie Crichlow / Martin Mulholland、編曲：Anders Wollbeck / Mattias Lindblom
8. BLINK
作詞：H.U.B.、作曲：Johan Gustafson / Fredrik Haggstam / Sebastian Lundberg / Andrew Jackson、編曲：Johan Gustafson / Fredrik Haggstam
35th單曲《ANDROID》（機械人類）B面曲
9. Humanoids
作词：LEE KYUNG NAM / LEE SOL BI / Kenzie / Thomas Troelsen / Donald“hAZEL”Sales  ・  日本語詞：H.U.B.、作曲：Thomas Troelsen / Donald“hAZEL”Sales、編曲：Thomas Troelsen / Donald“hAZEL”Sales
6th正規專輯Repackage《HUMANOIDS》主打歌曲《Humanoids》的日語版本
10. ANDROID
作詞：H.U.B.、作曲：Anders Grahn / Grace Tither / Emil Carlin、編曲：Anders Grahn / Grace Tither / Emil Carlin
35th單曲、「MEDICAL SHINE」電視廣告歌曲
11. One and Only One
作詞：井上慎二郎、作曲：Peter Kvint / Jonas Myrin、編曲：井上慎二郎 / Peter Kvint / Jonas Myrin
TBS電視台節目「ひるおび!」3月份的片尾曲
12. In Our Time
作詞：井上慎二郎、作曲：井上慎二郎、編曲：井上慎二郎
日本電視台節目「スッキリ!!」2月份的片尾曲
13. Rat Tat Tat
作詞：H.U.B.、作曲：Adam Nierow / Peter Habib / ライアン・マローン / Garrick“Smitty”Smith、編曲：井上慎二郎 / ライアン・マローン
Bonus Track ・CD盤追加收錄
14. Winter Rose
作詞：松井五郎、作曲：Jeff Miyahara / Erik Lidbom、編曲：Jeff Miyahara / Erik Lidbom
Bonus Track ・CD盤追加收錄
33rd單曲、7 & I「冬ギフト -東方神起（雪編）-」電視廣告歌曲

### DVD（CD+DVD A盤）
1. Winter Rose（Music Clips）
2. STILL（Music Clips）
3. ANDROID（Music Clips）
4. Catch Me -If you wanna-（Music Clips）
5. I Know（Music Clips）
6. Humanoids（Music Clips）
7. In Our Time（Music Clips）
8. シアワセ色の花(幸福色彩的花朵)（LIVE TOUR 2012～TONE～ Documentary Film）
9. ANDROID (Dance Version)
10. Catch Me -If you wanna- (Dance Version)
11. Humanoids (Dance Version)
12. Catch Me -If you wanna- (Lip Only Version) ※初回盤のみ収録

### DVD（CD+DVD B盤）
1. a-nation 2012 studium fes
  1. MAXIMUM
  2. Why? (Keep Your Head Down)
  3. Somebody To Love
2. 2011.11.3 @ 東京國際論壇
  1. I Don't Know
  2. B.U.T (BE-AU-TY)
3. Off shot Movie
  1. I Know（Off Shot Movie）
  2. Humanoids（Off Shot Movie）
  3. TIME（Making）

## 關聯項目
- TOHOSHINKI LIVE TOUR 2013 〜TIME〜

| 日期                  | 演唱會站次 | 舉行地點         |
| 2013年4月27-29日      | 埼玉站     | 埼玉超級競技場   |
| 2013年5月5日          | 札幌站     | 札幌穹顶体育场   |
| 2013年5月10日-12日    | 名古屋站   | 名古屋巨蛋       |
| 2013年5月25-26日      | 福岡站     | 福冈雅虎日本巨蛋 |
| 2013年6月5-6日、8-9日 | 大阪站     | 大阪京瓷巨蛋     |
| 2013年6月15-17日      | 東京站     | 東京巨蛋         |

## 外部連結
- 韩国官方網站（页面存档备份，存于）
- 日本官方網站（页面存档备份，存于）